# Catenaria anguillulae
Catenaria anguillulae är en svampart som beskrevs av Sorokin 1876. Catenaria anguillulae ingår i släktet Catenaria och familjen Catenariaceae.   Inga underarter finns listade i Catalogue of Life.